# Atletismo nos Jogos Pan-Americanos de 1995 - 20 km marcha atlética masculina
A prova dos 20 km da marcha atlética masculina nos Jogos Pan-Americanos de 1995 foi realizada em 18 de março em Mar del Plata.
Com a prova realizada em uma pista (50 voltas), os dois mexicanos e Pérez dominaram as ações enquanto os outros ficaram para trás. Faltando duas voltas, os dois mexicanos fizeram um esforço em equipe para deixar Pérez preso atrás de um marchador retardatário, perdendo um tempo precioso. Um irritado, futuro medalhista de outro olímpico, Pérez jogou fora seu boné e saiu na caça deles Pérez chegou em García, mas não desafiou Segura até os últimos 100 metros. Ainda assim, Segura conseguiu cruzar a linha na frente. Após o fim da prova, o chefe de arbitragem deu o cartão vermelho a Segura por perda de contato no momento final.

## Medalhistas
| Ouro                        | Prata                    | Bronze                            |
| Jefferson Pérez ECU Equador | Daniel García MEX México | Julio René Martínez GUA Guatemala |

## Final
| Posição           | Nome                 | Nacionalidade      | Marca   | Notas |
| ----------------- | -------------------- | ------------------ | ------- | ----- |
| Medalha de ouro   | Jefferson Pérez      | ECU Equador        | 1:22:53 |       |
| Medalha de prata  | Daniel García        | MEX México         | 1:22:56 |       |
| Medalha de bronze | Julio René Martínez  | GUA Guatemala      | 1:23:50 |       |
| 4                 | José Querubín Moreno | COL Colômbia       | 1:24:29 |       |
| 5                 | Martin St. Pierre    | CAN Canadá         | 1:25:28 |       |
| 6                 | Daniel Vargas        | CUB Cuba           | 1:26:20 |       |
| 7                 | Sérgio Galdino       | BRA Brasil         | 1:27:14 |       |
| 8                 | Cláudio Bertolino    | BRA Brasil         | 1:28:10 |       |
| 9                 | Allen James          | USA Estados Unidos | DNF     |       |
| 9                 | Jonathan Matthews    | USA Estados Unidos | DNF     |       |
| 9                 | Bernardo Segura      | MEX México         | DQ      | [ 2 ] |
| 9                 | Héctor Moreno        | COL Colômbia       | DQ      | [ 3 ] |